# ماری اف لیون
 ماری اف لیون (انگلیسی: Mary F. Lyon؛ زادهٔ ۱۵ مهٔ ۱۹۲۵) یک دانشمند اهل بریتانیا است.
وی همچنین برنده جوایزی همچون مدال پادشاهی شده است.